# Арыстанбекова, Акмарал Хайдаровна
Акмарал Хайдаровна Арыстанбекова (каз. Ақмарал Хайдарқызы Арыстанбекова; 12 мая 1948, Алма-Ата, Казахская ССР) — советский и казахстанский государственный деятель, Министр иностранных дел Казахской ССР (1989—1991), Депутат Верховного Совета Казахской ССР 11-го созыва, Постоянный Представитель Казахстана при ООН (1992—1999), посол по особым поручениям Министерства иностранных дел Казахстана, Чрезвычайный и Полномочный посла (1 класса).

## Биография
Происходит из подрода дадан рода тобыкты племени аргын.

### Образование
- 1971 — окончила Казахский государственный университет им. С. М. Кирова,
- 1971—1974 гг — обучалась в аспирантуре

### Карьера
- 1974—1978 — младший, старший научный сотрудник лаборатории органического катализа Казахского государственного университета (ныне Казахский национальный университет имени аль-Фараби)
- 1978—1981 — заведующая отделом по работе с научной молодёжью ЦКЛКСМ Казахстана
- 1981—1983 — секретарь ЦКЛКСМ Казахстана;
- 1983—1984 — заместитель председателя президиума Казахского общества дружбы и культурной связи с зарубежными странами
- 1984—1989 — председатель президиума Казахского общества дружбы и культурной связи с зарубежными странами
- ноябрь 1989 — декабрь 1991 — министр иностранных дел Казахской ССР
- 10 августа 1990 — М. Горбачёв присвоил тов. Арыстанбековой Акмарал Хайдаровне дипломатический ранг Чрезвычайного и Полномочного Посланника 1 класса[1].
- декабрь 1991 — апрель 1992 — старший советник Представительства Российской Федерации при Организации Объединённых Наций (ООН) — представитель Республики Казахстан
- с 15 апреля 1992 −1999 — Президент РК Н. А. Назарбаев назначил Арыстанбекову постоянным представителем Республики Казахстан при ООН.
- 12 марта 1999 — Уполномочил Постоянного представителя Республики Казахстан при Организации Объединённых Наций Арыстанбекову Акмарал Хайдаровну подписать Киотский протокол к Рамочной Конвенции Организации Объединённых Наций об изменении климата, принятый 11 декабря 1997 года в городе Киото[4].
- с октября 1996 — Чрезвычайный и полномочный посол Республики Казахстан в Республике Куба по совместительству.
- 27 октября 1999[5] года — 3 апреля 2003[6] Чрезвычайный и полномочный посол Республики Казахстан во Французской Республике, Постоянный Представитель Республики Казахстан при ЮНЕСКО по совместительству.

## Награды
- Орден «Курмет» (1996)[7]
- Юбилейная медаль «25 лет независимости Республики Казахстан» (2016)[8]
- две медали
- Медаль имени Назира Тюрякулова (2008)[9]
- 2018 год — Звание «Почётный гражданин города Алматы»[10]
- Орден «Достык» 2 степени (14 декабря 2018)[11]

## Книги
- Проблемы разоружения и международной безопасности: учеб. пособие
- Экономика, основанная на знаниях (Мировая экономика и международные отношения. — 2008)
- Алматы 19 декабря 2003 г. — Доклад и выступление «Казахстан в ООН: нераспространение и международная безопасность».[12]
- «Глобализация: история, динамика, аспекты, грани, перспективы» (монография). Алматы: Дайк-Пресс, 2007 г.
- Meyer, Mary K.; Prügl, Elisabeth. Gender Politics in Global Governance (англ.). — Rowman & Littlefield Publishers, 1999. — ISBN 978-0-7425-8135-7.